# 2006 في مصر
فيما يلي قوائم الأحداث التي وقعت خلال عام 2006 في مصر.

## أحداث
- 24 أبريل – تفجيرات دهب 2006

## رياضة
- 1 يناير – كأس الأمم الأفريقية لكرة القدم 2006

## أفلام
من الأفلام التي صدرت هذه السنة في مصر:
- 1 يناير – 90 دقيقة
- 1 يناير – أوقات فراغ
- 1 يناير – أيظن
- 1 يناير – الآباء الصغار من إخراج دريد لحام.
- 1 يناير – البنات دول من إخراج تهانى راشد (صانع أفلام).
- 1 يناير – الرهينة من إخراج ساندرا نشأت.
- 1 يناير – بالعربي سندريلا
- 1 يناير – حليم من إخراج شريف عرفة.
- 1 يناير – خيانة مشروعة من إخراج خالد يوسف.
- 1 يناير – صباح الفل
- 1 يناير – على الهوا
- 1 يناير – عمارة يعقوبيان من إخراج مروان حامد.
- 1 يناير – قص ولصق من إخراج هالة خليل.
- 1 يناير – قصة الحي الشعبي
- 1 يناير – كلام في الحب من إخراج علي إدريس.
- 1 يناير – مكان اسمه الوطن
- 1 يناير – ملك وكتابة من إخراج كاملة أبو ذكري.
- 1 يناير – مهمة صعبة
- 1 يناير – نهار وليل من إخراج اسلام العزازي (مخرج مصري).
- 4 يناير – ظرف طارق من إخراج وائل إحسان.
- 11 فبراير – غاوي حب
- 21 فبراير – كود 36 من إخراج علي إدريس.
- 1 مارس – ما تيجي نرقص من إخراج إيناس الدغيدي.[1]
- 7 يونيو – زي الهوا
- 7 يونيو – لخمة راس
- 14 يونيو – الغواص
- 14 يونيو – الفرقة 16 إجرام
- 28 يونيو – العيال هربت من إخراج مجدي الهواري.
- 28 يونيو – عن العشق والهوى من إخراج كاملة أبو ذكري.
- 5 يوليو – عودة الندلة من إخراج سعيد حامد.
- 19 يوليو – واحد من الناس من إخراج أحمد نادر جلال.
- 19 يوليو – وش إجرام من إخراج وائل إحسان.
- 26 يوليو – جعلتني مجرما من إخراج عمرو عرفة.
- 26 يوليو – ظاظا من إخراج علي عبد الخالق.
- 2 أغسطس – كتكوت من إخراج أحمد عواض.
- 23 أكتوبر – 1/8 دستة أشرار من إخراج رامي إمام.
- 23 أكتوبر – عبده مواسم
- 23 أكتوبر – عليا الطرب بالتلاتة
- 23 أكتوبر – كامل الأوصاف
- 23 أكتوبر – لعبة الحب
- 1 نوفمبر – في محطة مصر من إخراج أحمد نادر جلال.
- 11 نوفمبر – ايه النظام
- 1 ديسمبر – مطب صناعي من إخراج وائل إحسان.
- 4 ديسمبر – آخر الدنيا[2]

## برامج ومسلسلات وأنمي
- تامر وشوقية

## موسيقى

### ألبومات
من الألبومات التي صدرت هذه السنة في مصر:
- 1 يناير – روح السمارة من غناء حميد الشاعري.

## كتب
من الكتب التي صدرت هذه السنة في مصر:
- 1 يناير – إنجيل آدم من تأليف محمد علاء الدين.

## وفيات

### يناير
- 24 يناير – زكي بدوي (مواليد 1924) أستاذ جامعي مصري.[3]

### مايو
- 10 مايو – روزماري سعيد زحلان (مواليد 1937) مؤرخة فلسطينية.

### يونيو
- 8 يونيو – متى المسكين (مواليد 1919) راهب مصري.[4]
- 28 يونيو – محمد سمير قطب (مواليد 1938) لاعب كرة قدم مصري.

### يوليو
- 9 يوليو – عبد المنعم مدبولي (مواليد 1921) ممثل مصري.[5]

### أغسطس
- 20 أغسطس – رؤوف سلامة موسى (مواليد 1929)
- 30 أغسطس – نجيب محفوظ (مواليد 1911) روائي مصري.[6]
- 31 أغسطس – محمد عبد الوهاب (مواليد 1983) لاعب كرة قدم مصري.

### سبتمبر
- 16 سبتمبر – فؤاد المهندس (مواليد 1924) ممثل مصري.